# خوسيه فيليكس دياز
خوسيه فيليكس دياز (بالإنجليزية: Jose Felix Diaz)‏ هو سياسي أمريكي، ولد في 16 يناير 1980 في ميامي في الولايات المتحدة. حزبياً، نشط في الحزب الجمهوري. وقد انتخب عضو مجلس نواب فلوريدا.